# Филипи
Филипи (грч. Φιλιπποι) је древни антички и средњовековни град и знаменити археолошки локалтет у источном делу Егејске Македоније, у североисточном делу данашње Грчке, код места Кринидес.

## Историја
Град је основан је око 360. п. н. е. године, под именом Кренид. Македонски краљ Филип II га је освојио 356. п. н. е. и преименовао по себи. Град је очувао аутономију све до пропасти античке Македоније у време римског освајања средином 2. века пре нове ере, након чега е нашао у саставу римске провинције Македоније. Упркос релативно малом броју становника (око 20.000), град је био важно трговачко средиште. Најважнији догађај у његовој историји је била Битка код Филипа 42. п. н. е. у којој је Други тријумвират поразио убице Гаја Јулија Цезара.
Град је био значајан центар раног хришћанства, а Филипљане је посетио и Свети Павле, који је тамошњим хришћанима касније упутио знамениту Посланицу Филипљанима. Ту је основана и Филипска епархија, чији су епископи познати од 4. века надаље. Током већег дела средњег века град је био под византијском влашћу, а средином 14. века освојили су га Срби. За време владавине цара Стефана Душана облашћу око Филипа и оближње Драме управљао је кесар Војихна, а потом је за време цара Уроша (1355-1371) том облашћу завладао деспот Угљеша (1365-1371).
Крајем 14. века, град је потпао под османску, чиме је отпочео период опадања који је током 15. века довео до потпуног гашења овог некада значајног урбаног и црквеног центра, од кога су преостале само античке и средњовековне рушевине. По том древном граду је у новије доба прозвана данашња општина Филипои која припада периферији Источна Македонија у савременој Грчкој.